# Западный (Адыгея)
За́падный (адыг. Къохьапӏэ) — посёлок в Республике Адыгея. Входит в состав городского округа город Майкоп.

## География
Посёлок расположен в центральной части городского округа Майкоп, между федеральной автотрассой А-160 и железнодорожной веткой «Белореченская — Хаджох» Северо-Кавказской железной дороги.
Площадь территории населённого пункта установлены постановлением N240 от 20.04.2011 года и составляет — 1,45 км2.
Ближайшие населённые пункты: Гавердовский на западе, Ханская и Родниковый на северо-западе, Подгорный на севере, Советский и Северный на северо-востоке, а также примыкает к северо-западной части города Майкоп, с которым посёлок фактически слился. У западной окраины посёлка расположены СНТ — Звезда, Лесник, Садовод-1 и Садовод-2, а у восточной окраины СНТ — Коммунальник и Птицевод.
Населённый пункт расположен у подножья Лесистого хребта, в предгорной зоне республики. Средние высоты на территории посёлка составляют 208 метра над уровнем моря. Рельеф местности представляет собой преимущественно волнистые равнины с общим уклоном с юго-запада на северо-восток, и с положительными формами рельефа в виде холмистых и курганных возвышенностей.
Климат на территории посёлка влажный умеренный (Dfa). Среднегодовая температура воздуха положительная и составляет около +11,5°С. Среднемесячная температура воздуха в июле достигает +23,0°С. Среднемесячная температура января составляет около 0°С. Среднегодовое количество осадков составляет около 750 мм. Основная часть осадков выпадает в период с мая по июль.

## История
В 1930-х годах на месте современного посёлка располагались барачные дома работников Майкопской птицефабрики и полевой стан каучукпромхоза №9, который впоследствии был закрыт.
23 декабря 1958 года по инициативе Адыгейского облисполкома, Краснодарским крайисполкомом посёлок при Майкопской птицефабрике был официально зарегистрирован, с присвоением ему названия — Западный.
26 декабря 1977 года на базе посёлка Западный был создан самостоятельный Западный сельсовет Майкопского района, в состав которого тогда же были включены посёлки Родниковый и Госплемконюшня.
20 февраля 1986 года Западный сельсовет Майкопского района был передан в ведение Майкопского городского совета, с включением в его состав населённых пунктов — Гавердовский, Северный и Подгорный и Косинов.
18 августа 1992 года с упразднением Западного сельсовета, посёлок Западный был передан в прямое подчинение Майкопской городской администрации.
С 2000 года в составе Майкопского республиканского городского округа, наделённого статусом муниципального образования в 2005 году.

## Население
| 2002  | 2010  | 2013  | 2014  | 2015  | 2016  | 2017  |
| ----- | ----- | ----- | ----- | ----- | ----- | ----- |
| 451   | ↗3163 | ↗3236 | ↗3261 | ↗3309 | ↗3342 | ↗3386 |
| 2018  | 2019  | 2020  | 2021  | 2023  | 2024  |       |
| ↗3430 | ↗3449 | ↘3418 | ↗3916 | ↘3888 | ↘3859 |       |

Плотность — 2661.38 чел./км2.
Национальный состав
По данным Всероссийской переписи населения 2010 года:
| Народ               | Численность, чел. | Доля от всего населения, % |
| ------------------- | ----------------- | -------------------------- |
| адыги               | 1 535             | 48,53 %                    |
| русские             | 1 428             | 45,15 %                    |
| армяне              | 37                | 1,17 %                     |
| другие / не указано | 163               | 5,15 %                     |
| всего               | 3 163             | 100,0 %                    |

Мужчины — 1 501 чел. (47,5 %). Женщины — 1 662 чел. (52,5 %).
По данным Всероссийской переписи 2021 года:
| Народ               | Численность, чел. | Доля от всего населения, % |
| ------------------- | ----------------- | -------------------------- |
| адыги (черкесы)     | 2 037             | 52,01 %                    |
| русские             | 1 649             | 42,10 %                    |
| армяне              | 39                | 0,99 %                     |
| другие / не указано | 191               | 4,87 %                     |
| всего               | 3 916             | 100,0 %                    |

## Местное самоуправление
Посёлок Западный входит в ТОС (территориальное общественное самоуправление) №14 городского округа Майкоп.
Местное самоуправление является территориальным исполнительным органом местной администрации (ТИОМА) городского округа Майкоп и осуществляет исполнительно-распорядительные функции на территории посёлка Западный.
Администрация ТОС №14 — городской округ Майкоп, посёлок Западный, ул. Клубная, №18.
- Председатель местного самоуправления — Пшизова Аида Бислановна.
- Администратор местного самоуправления — Джанчатов Сафарбий Аскарбиевич.

## Инфраструктура
- Участковая больница
- Спортивно-оздоровительный центр
- Спортивная школа олимпийского резерва по велосипедному спорту

## Транспорт
Через посёлок проходят городские маршруты:
- №17 «Микрорайон Михайлово — Кладбище»
- №26 «Микрорайон Михайлово — посёлок Западный».

## Улицы
Уличная сеть  посёлка состоит из 35 улиц и 10 переулков.